# Statue
En statue er en fristående skulptur der realistisk afbilder personer, dyr eller ikke-repræsentative former enten udskåret, udhugget eller støbt i holdbare materialer som  metal, sten eller træ. Typiske statuer er i fuld størrelse eller næsten fuld størrelse. En skulptur der i fuld figur afbilder dyr eller mennesker, men som er små nok til at løfte og flytte kaldes en statuette eller en figurin, hvorimod statuer der er mere end dobbelt så store som forlægget kaldes store statuer (på engelsk colossal statue).
Der er blevet fremstillet statuer i mange kulturer fra forhistorisk tid og frem til i dag; den ældste statue man har fundet er omkring 30.000 år gammel. Statuer repræsenterer mange forskellige mennesker og dyr, både virkelige og fra myter og legender. Mange statuer er placeret på offentlige steder som offentlig kunst. Verdens største statue, Statue of Unity, er 182 meter høj og står på en ø i Narmadafloden vendende mod Sardar Sarovar-dæmningen i Gujarat, Indien.

## Galleri
- Et eksempel på en statuette - en forgyldt statuette af en siddende Christian VIII. Denne befinder sig på Rosenborg Slot.
- Statuer i rustent metal